# Ойген Фелікс Швальбе
Ойген Фелікс Швальбе (нім. Eugen Felix Schwalbe; 25 березня 1892 — 12 червня 1974) — німецький воєначальник, генерал піхоти вермахту. Кавалер Лицарського хреста Залізного хреста.

## Біографія
Син фермера. 1 квітня 1912 року поступив на службу добровольцем в Саксонську армію. Учасник Першої світової війни. Після демобілізації армії залишений у рейхсвері.

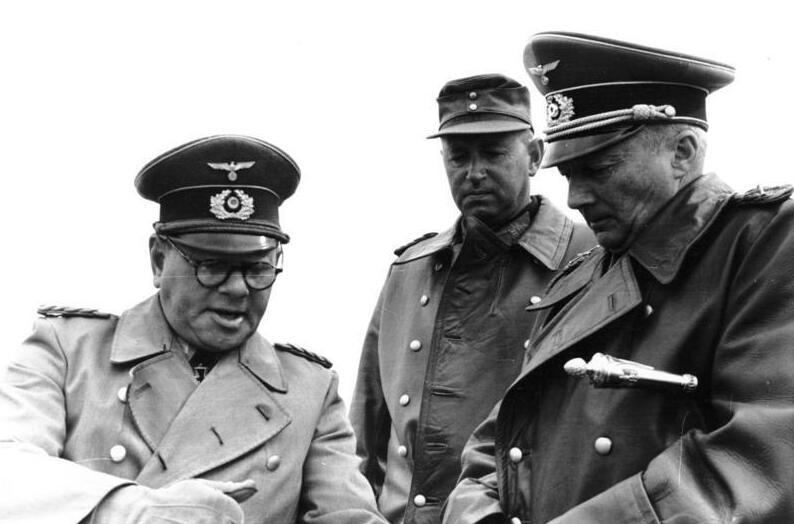
Зліва направо: Швальбе, Фрідріх-Вільгельм Нойманн і Гюнтер фон Клюге відвідують Атлантичний вал (Північна Франція, травень 1944).

З 26 серпня 1939 року — командир 461-го піхотного полку. Учасник Польської і Французької кампаній. З 28 липня 1940 року — керівник 3-ї контрольної комісії сухопутних військ. З 1 лютого 1941 року — командир 109-го піхотного полку. 23 листопада 1941 року відправлений у резерв ОКГ. З 27 вересня 1942 року — командир 344-ї піхотної дивізії. З 30 вересня 1944 року — командир 67-го армійського корпусу. 16 грудня знову відправлений у резерв ОКГ. З 22 грудня — командир 88-го армійського корпусу.

## Сім'я
15 вересня 1928 року одружився з Елізабет Кмот. В 1933 році в пари народився син.

## Звання
- Однорічний доброволець (1 квітня 1912)
- Віце-фельдфебель (1913)
- Лейтенант резерву (22 грудня 1914)
- Лейтенант (26 березня 1917) — патент від 22 грудня 1912 року.
- Оберлейтенант (26 жовтня 1918) — патент від 31 січня 1918 року.
- Гауптман (1 лютого 1927)
- Майор (1 вересня 1934)
- Оберстлейтенант (1 березня 1937)
- Оберст (1 березня 1940)
- Генерал-майор (1 жовтня 1942)
- Генерал-лейтенант (1 жовтня 1943)
- Генерал піхоти (1 березня 1945)

## Нагороди
- Залізний хрест 2-го і 1-го класу
- Військовий орден Святого Генріха, лицарський хрест (31 травня 1916)
- Орден Заслуг (Саксонія), лицарський хрест 2-го класу з мечами (9 грудня 1917)
- Орден Альберта (Саксонія), лицарський хрест 2-го класу з мечами
- Нагрудний знак «За поранення» в сріблі
- Почесний хрест ветерана війни з мечами
- Медаль «За вислугу років у Вермахті» 4-го, 3-го, 2-го і 1-го класу (25 років)
- Застібка до Залізного хреста
  - 2-го класу (5 жовтня 1939)
  - 1-го класу (26 травня 1940)
- Лицарський хрест Залізного хреста (13 липня 1940)
- Сертифікат пошани (№ 188; 30 липня 1941)
- Нагрудний знак «За поранення»
  - в чорному (23 жовтня 1941)
  - в сріблі (26 червня 1942)
- Хрест Воєнних заслуг 2-го і 1-го класу з мечами
- Німецький хрест
  - в сріблі (30 жовтня 1943)
  - в золоті (7 грудня 1944)